# Petrophile globifera
Petrophile globifera är en tvåhjärtbladig växtart som beskrevs av Rye & K.A.Sheph.. Petrophile globifera ingår i släktet Petrophile och familjen Proteaceae. Inga underarter finns listade i Catalogue of Life.